# English Racing Automobiles
English Racing Automobiles lub ERA – brytyjski konstruktor Formuły 1 w latach 1950–1952 oraz dostawca silników dla Formuły 1.

## Wyniki w Formule 1
| Legenda oznaczeń w tabelach wyników Wyświetl szablon na nowej stronie | Legenda oznaczeń w tabelach wyników Wyświetl szablon na nowej stronie                                                                     |
| Oznaczenie                                                            | Wyjaśnienie |
| --------------------------------------------------------------------- | --- |
| Złoty                                                                 | Zwycięzca lub mistrzostwo |
| Srebrny                                                               | 2. miejsce lub wicemistrzostwo |
| Brązowy                                                               | 3. miejsce lub II wicemistrzostwo |
| Zielony                                                               | Ukończył, punktował (w klasyfikacji generalnej, gdy zdobył co najmniej jeden punkt na przestrzeni sezonu, poza trzema powyższymi opcjami) |
| Niebieski                                                             | Ukończył, nie punktował (w klasyfikacji generalnej, gdy nie zdobył co najmniej jednego punktu na przestrzeni sezonu)                      |
| Czerwony                                                              | Nie zakwalifikował się (NZ) |
| Czerwony                                                              | Nie prekwalifikował się (NPK) |
| Różowy                                                                | Nie ukończył (NU) |
| Różowy                                                                | Niesklasyfikowany (NS) (w klasyfikacji generalnej, gdy nie został sklasyfikowany w żadnym wyścigu sezonu)                                 |
| Czarny                                                                | Zdyskwalifikowany (DK) |
| Czarny                                                                | Wykluczony (WYK/EX) |
| Biały                                                                 | Nie wystartował (NW) |
| Biały                                                                 | Kontuzjowany (K/INJ) |
| Biały                                                                 | Wyścig odwołany (OD/C) |
| Bez koloru                                                            | Został wycofany (WYC/WD) |
| Bez koloru                                                            | Nie przybył (NP/DNA) |
| Bez koloru                                                            | Nie brał udziału w treningach (NT/DNP) |
| Bez koloru                                                            | Nie został zgłoszony (–) |
| Pogrubienie                                                           | Start z pole position |
| Kursywa                                                               | Najszybsze okrążenie wyścigu |
| †                                                                     | Nie ukończył, ale jego rezultat został zaliczony ze względu na przejechanie więcej niż 90% dystansu wyścigu.                              |
| *                                                                     | Sezon w trakcie |
| 1/2/3                                                                 | Punktowana pozycja w sprincie kwalifikacyjnym                                                                                             |
| Lista systemów punktacji Formuły 1                                    | |

| Rok  | Konstruktor | Kierowcy           | Wyniki w poszczególnych eliminacjach | Wyniki w poszczególnych eliminacjach | Wyniki w poszczególnych eliminacjach | Wyniki w poszczególnych eliminacjach | Wyniki w poszczególnych eliminacjach | Wyniki w poszczególnych eliminacjach | Wyniki w poszczególnych eliminacjach | Wyniki w poszczególnych eliminacjach | Wyniki kierowców | Wyniki kierowców |
| ---- | ----------- | ------------------ | ------------------------------------ | ------------------------------------ | ------------------------------------ | ------------------------------------ | ------------------------------------ | ------------------------------------ | ------------------------------------ | ------------------------------------ | ---------------- | ---------------- |
| Rok  | Konstruktor | Kierowcy           | GBR                                  | MON                                  | 500                                  | SWI                                  | BEL                                  | FRA                                  | ITA                                  |                                      | Punkty           | Pozycja          |
| 1950 | ERA         | Leslie Johnson     | NU                                   | -                                    | -                                    | -                                    | -                                    | -                                    | -                                    |                                      | NS               | NS               |
| 1950 | ERA         | Peter Walker       | NU                                   | -                                    | -                                    | -                                    | -                                    | -                                    | -                                    |                                      | NS               | NS               |
| 1950 | ERA         | Tony Rolt          | NU                                   | -                                    | -                                    | -                                    | -                                    | -                                    | -                                    |                                      | NS               | NS               |
| 1950 | ERA         | Cuth Harrison      | 7                                    | NU                                   | -                                    | -                                    | -                                    | -                                    | -                                    |                                      | NS               | NS               |
| 1950 | ERA         | Bob Gerard         | 6                                    | 6                                    | -                                    | -                                    | -                                    | -                                    | -                                    |                                      | NS               | NS               |
| 1951 | ERA         |                    | SWI                                  | 500                                  | BEL                                  | FRA                                  | GBR                                  | GER                                  | ITA                                  | ESP                                  | Punkty           | Pozycja          |
| 1951 | ERA         | Bob Gerard         | -                                    | -                                    | -                                    | -                                    | 11                                   | -                                    | -                                    | -                                    | NS               | NS               |
| 1951 | ERA         | Brian Shawe-Taylor | -                                    | -                                    | -                                    | -                                    | 11                                   | -                                    | -                                    | -                                    | NS               | NS               |
| 1952 | ERA         |                    | SWI                                  | 500                                  | BEL                                  | FRA                                  | GBR                                  | GER                                  | HOL                                  | ITA                                  | Punkty           | Pozycja          |
| 1952 | ERA         | Stirling Moss      | -                                    | -                                    | NU                                   | -                                    | NU                                   | -                                    | NU                                   | -                                    | NS               | NS               |